# Declaração Angola-Cuba de 1984
Na Declaração Angola-Cuba de 1984, assinada em 19 de março de 1984 em Havana pelo Presidente de Angola José Eduardo dos Santos e pelo Presidente do Conselho de Ministros de Cuba Fidel Castro, os dois países concordaram com a retirada das forças cubanas de Angola após a retirada das tropas sul-africanas de Angola e da Namíbia e depois que a Resolução 435 do Conselho de Segurança das Nações Unidas sobre a independência da Namíbia fosse rigorosamente aplicada.
Basicamente, foi uma confirmação de uma declaração conjunta dos dois governos feita em 4 de fevereiro de 1982. A declaração reafirmou que Angola e Cuba "irão retomar, por as suas próprias decisões e no exercício da sua soberania, a execução da retirada gradual do contingente militar internacionalista cubano, logo que os seguintes requisitos forem cumpridos;
1. A retirada unilateral das tropas racistas sul-africanas do território angolano.
2. A aplicação estrita da Resolução 435 do Conselho de Segurança da ONU de 1978, a adesão da Namíbia à sua verdadeira independência, e a retirada total das tropas sul-africanas que estão ocupando ilegalmente aquele país.
3. Um fim a qualquer ato de agressão ou ameaça de agressão contra a República de Angola por parte da África do Sul, dos Estados Unidos da América e seus aliados".[3]

A declaração exigiu também um fim ao apoio a União Nacional para a Independência Total de Angola (UNITA) e outras organizações pela África do Sul, pelos Estados Unidos e seus aliados.